# Jeanne d'Arcs lidelse og død
Jeanne d'Arcs lidelse og død (fransk: La Passion de Jeanne d'Arc) er en fransk film fra 1928, instrueret af den danske filminstruktør Carl Th. Dreyer. Filmen omhandler Jeanne d'Arcs retssag, dom og henrettelse i Rouen i 1431.
Filmen er på side 75 i bogen 1001 Film Du Skal Se Før Du Dør